# Hobby (film)
Hobby – polski thriller niezależny z 2003 roku w reżyserii Dariusza Nojmana. 
Objawienie trzeciej edycji Międzynarodowego Forum Niezależnych Filmów Fabularnych Oskariada, gdzie zdobył Grand Prix w kategorii najlepszy film amatorski. Po tym festiwalu jednak słuch o nim zaginął. 

## Opis fabuły
Bohater przyjeżdża w odwiedziny do ciotki i kuzyna. Przez przypadek odkrywa hobby, któremu oddaje się kuzyn wraz z grupą kumpli. Chłopacy kręcą amatorskie "snuff movies", filmując popełnione przez siebie zabójstwa. Teraz przyszła kolej na wścibskiego krewniaka. 

## Obsada
- Piotr Kozak
- Łukasz Kozak
- Marcin Kruczek
- Jacek Kruczek
- Adam Soroka
- Mirosław Urban
- Jarosław Wroński
- Dariusz Nojman